# L'Impératrice des adieux
L'Impératrice des adieux est un roman biographique du prince Michel de Grèce paru en 1998.

## Résumé
L'Impératrice des adieux relate l'histoire de la princesse Charlotte de Belgique, épouse de l'archiduc Maximilien d'Autriche (frère de l'empereur François-Joseph). Ayant été chassé d'Italie, le jeune couple se voit proposer par Napoléon III l'Empire à fonder au Mexique...